# Помоздино (сельское поселение)
Помоздино — административно-территориальная единица (административная территория село с подчинённой ему территорией) и муниципальное образование (сельское поселение с полным официальным наименованием муниципальное образование сельского поселения «Помоздино») в составе муниципального района Усть-Куломского в Республике Коми Российской Федерации.
Административный центр — село Помоздино.

## История
Статус и границы административной территории установлены Законом Республики Коми от 6 марта 2006 года № 13-РЗ «Об административно-территориальном устройстве Республики Коми».
Статус и границы сельского поселения установлены Законом Республики Коми от 5 марта 2005 года № 11-РЗ «О территориальной организации местного самоуправления в Республике Коми».

## Население
| 2010  | 2011  | 2012  | 2013  | 2014  | 2015  | 2016  |
| ----- | ----- | ----- | ----- | ----- | ----- | ----- |
| 3071  | ↘3052 | ↘3009 | ↘3002 | ↘2986 | ↗2992 | ↘2958 |
| 2017  | 2018  | 2019  | 2020  | 2021  |       |       |
| ↘2944 | ↘2878 | ↘2861 | ↘2824 | ↘2732 |       |       |

## Состав
Состав административной территории и сельского поселения:
| № | Населённый пункт | Тип населённого пункта       | Население |
| - | ---------------- | ---------------------------- | --------- |
| 1 | Бадьёльск        | деревня                      | 238       |
| 2 | Выльгорт         | деревня                      | 491       |
| 3 | Кырныша          | деревня                      | 137       |
| 4 | Модлапов         | деревня                      | 197       |
| 5 | Помоздино        | село, административный центр | ↘1262     |
| 6 | Скородум         | деревня                      | 494       |
| 7 | Сордйыв          | деревня                      | 124       |